# Syrská observatoř pro lidská práva
Syrská observatoř pro lidská práva (anglicky: Syrian Observatory for Human Rights zkráceně SOHR, arabsky: المرصد السوري لحقوق الإنسان) je syrská exilová organizace ve Spojeném království. Ředitelem organizace je Rami Abdel Rahman, který se živí také jako majitel obchodu s textilem v britském Coventry.
Rami Abdel Rahman se od roku 2006 zaměřuje na porušování lidských práv v Sýrii ze strany režimu prezidenta Bašára al-Asada. Od roku 2011 monitoruje také průběh občanské války v Sýrii a poskytuje údaje o civilních a válečných obětech bojů a teroristických útoků v Sýrii.